# NGC 6812
NGC 6812 (również PGC 63625) – galaktyka soczewkowata (S0), znajdująca się w gwiazdozbiorze Lunety. Odkrył ją John Herschel 9 lipca 1834 roku. Jest to galaktyka aktywna.